# Burgao
Burgao (in somalo Buur Gaabo; talvolta citata anche come Bur Gabo, Bur Gavo, Bur Gap, Bircao), è un centro della Somalia meridionale situata nella regione di Basso Giuba, in una vasto e profondo estuario formato dalla confluenza dei fiumi Bubasci e Chimoti

## Storia
Dopo un trattato di difesa tra la Compagnia dell'Africa Orientale Tedesca (DOAG) e il sultano Ali ibn Ismail di Chisimaio, a fine del 1886 venne creata da Karl Ludwig Jühlke e Joachim Graf von Pfeil alla foce del Bubasci la stazione portuale tedesca chiamata Hohenzollernhafen.
Dopo il trattato di Helgoland-Zanzibar, nel 1890 il territorio rivendicato dalla DOAG passò alla British East Africa, Hohenzollernhafen fu ribattezzato Port Durnford (talvolta citato anche come Porto Durnford in libri e documenti italiani). I britannici, in base all'art. 13 del Patto di Londra, cedettero nel 1924 il Jubaland agli italiani, che come Oltregiuba fece parte della Somalia italiana dal 1925 al 1960 sino all'indipendenza della Somalia.
La città ai primi del XX secolo contava circa 3.500 abitanti, e all'inizio del XXI secolo, quasi 4.000. Nella guerra civile somala, la città è attualmente ritiro di vari gruppi islamici.